# Голотлинский сельсовет
Голотлинский сельсовет — административно-территориальная единица и муниципальное образование со статусом сельского поселения в Шамильском районе Дагестана Российской Федерации.
Административный центр — село Голотль.

## Население
| 2002  | 2010  | 2012  | 2013  | 2014  | 2015  | 2016  |
| ----- | ----- | ----- | ----- | ----- | ----- | ----- |
| 1542  | ↗1665 | ↗1682 | ↗1703 | →1703 | ↗1741 | ↗1773 |
| 2017  | 2018  | 2019  | 2020  | 2021  | 2023  | 2024  |
| ↗1805 | ↗1819 | ↗1856 | ↗1886 | ↘1851 | ↗1875 | ↗1888 |
| 2025  |       |       |       |       |       |       |
| ↗1901 |       |       |       |       |       |       |

## Состав
| № | Населённый пункт | Тип населённого пункта       | Население |
| - | ---------------- | ---------------------------- | --------- |
| 1 | Голотль          | село, административный центр | ↗1637     |
| 2 | Датуна           | село                         | ↗214      |